# Ігуанодон
Ігуанодо́н чи ігуанодо́нт (лат. Iguanodon, букв. — «зуб ігуани») — рід ігуанодонтових динозаврів групи орнітоподів, який жив протягом баремського та раннього аптського періодів ранньої Крейди на території Бельгії, Німеччини, Англії та Іспанії, приблизно 126—122 млн років тому. Хоча багато видів, знайдених у всьому світі, відносили до цього роду, таксономічний перегляд на початку 21-го століття визначив, що ігуанодон базується на одному добре обґрунтованому виді: Iguanodon bernissartensis.
Ігуанодон був великим кремезним травоїдним звіром, до 9—11 метрів завдовжки та ваги до 4,5 тонни. Вид характеризується шипами на великих пальцях, які, можливо, використовувалися для захисту від хижаків, у поєднанні з довгими хапальними п'ятими пальцями для добування їжі.
Рід був названий у 1825 році англійським геологом Гідеоном Мантеллом, але відкритий Вільямом Хардінгом Бенстедом на основі викопних зразків, знайдених в Англії, і отримав видову назву Iguanodon anglicus. Ігуанодон був другим типом динозаврів, офіційно названим на основі викопних зразків, після мегалозавра. Разом з мегалозавром і гілеозавром він був одним з трьох родів, які спочатку використовувалися для означення динозаврів.
Однак, на початку 21 століття стало зрозуміло, що рештки, описані Мантеллом насправді належали до 4 різних видів (включаючи I. bernissartensis), які не були тісно пов'язані між собою. Згодом їх розділили на Mantellisaurus, Barilium і Hypselospinus. Iguanodon anglicus перекласифікували як nomen dubium, тобто недійсний таксон. Тим самим назва «ігуанодон» закріпилась виключно за бельгійськими зразками.
У 2015 році на основі скам'янілостей, знайдених на Піренейському півострові, було названо другий підтверджений вид — Iguanodon galvensis.

## Опис
Ігуанодони були масивними травоїдними тваринами, які могли переходити з двоногої постави на чотириногість. Єдиний добре збережений вид, I. bernissartensis, за оцінками, досягав довжини близько 9 метрів, при цьому окремі екземпляри, можливо, сягали навіть 13 метрів, хоча це, швидше за все, завищена оцінка, враховуючи, що максимальна можлива довжина тіла I. bernissartensis, за деякими даними, сягала 11 м. Хоча Грегорі С. Пол припустив, що їхня маса тіла в середньому становила 3,08 тонни, побудова 3D-математичної моделі та використання алометричних оцінок дозволяє припустити, що I. bernissartensis довжиною близько 8 м (менше середнього) важив близько 3,8 тонни. Зразки відносно великих особин були зареєстровані у 2020-х роках: екземпляр, названий I. cf. galvensis, сягав 9—10 м у довжину, а новий екземпляр I. bernissartensis з верхнього барему Піренейського півострова — до 11 м у довжину. Такі великі особини важили приблизно 4,5 тонни.
У передній частині щелепи ігуанодона мали дзьоб, який складався з кератину, за ним були розміщені зуби, подібні до зубів ігуани, але великих розмірів та густіші.
Передні кінцівки були приблизно на чверть коротше задніх, три центральні пальці на них були пристосовані для опори. На великих пальцях розташовувалися шипи, які використовувалися ймовірно для захисту. На початку XIX століття ці шипи вважалися рогами, а палеонтологи поміщали їх спершу на ніс тварини. «Мізинці» на противагу всім іншим пальцях були довгими та гнучкими.
На задніх ногах, пристосованих для ходи, але не для бігу, було лише три пальці. Хребет та хвіст підтримувалися окостенілими сухожиллями.

## Історія вивчення

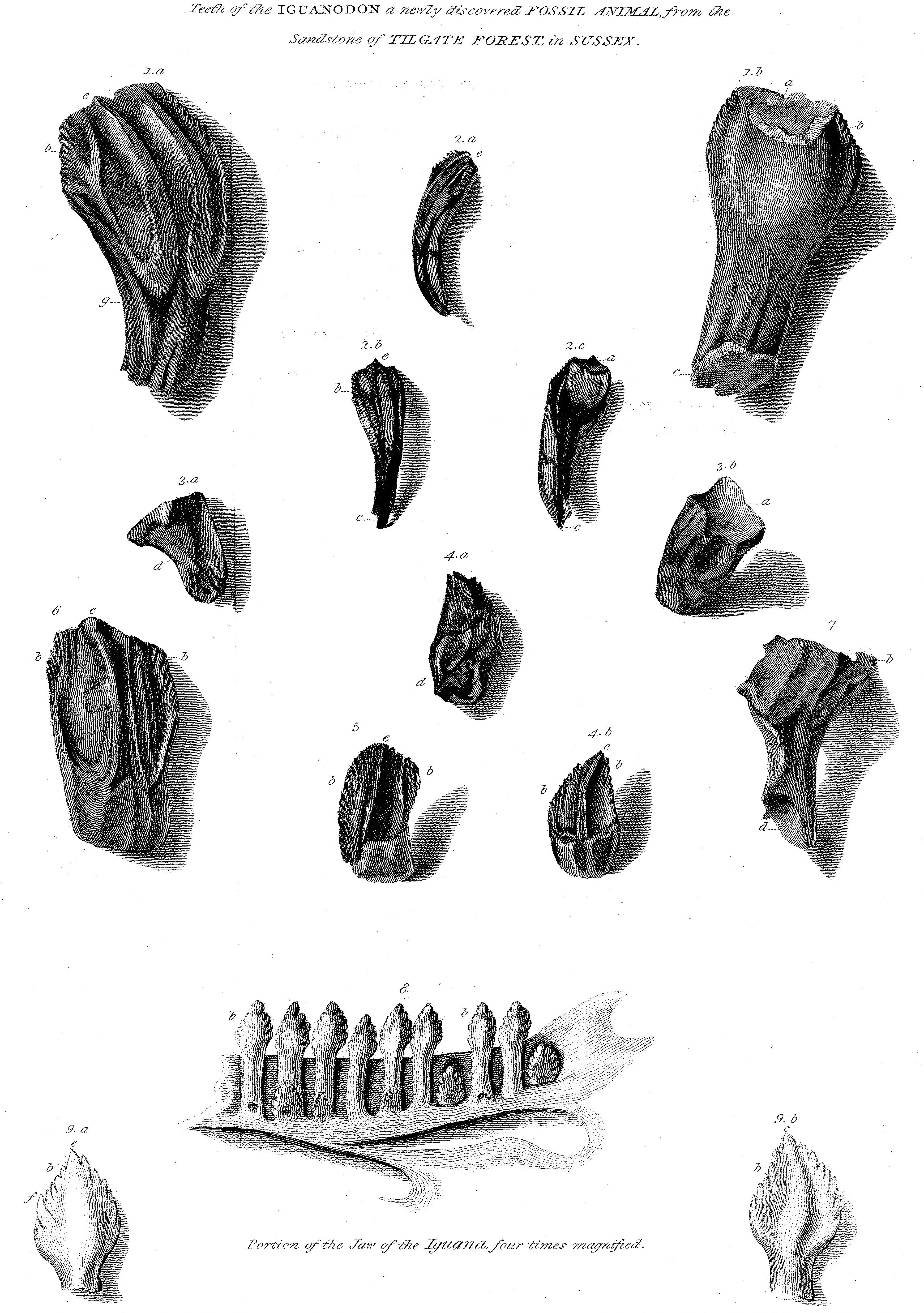
Зуби ігуанодона та сучасних ігуан. Ілюстрація зі статті Мантелла 1825 року

### Гідеон Мантелл, сер Річард Оуен і відкриття динозаврів
Історія відкриття ігуанодона овіяна популярними легендами. Згідно з такою, дружина Гідеона Мантелла, Мері Енн, знайшла перші зуби ігуанодона в пластах Тілгейтського лісу в Уайтменс-Грін у селищі Какфілд у Сассексі у 1822 році, коли її чоловік, акушер, відвідував пацієнтку. Однак немає жодних доказів того, що Мантелл брав дружину з собою на прийом до пацієнтів. Щобільше, у 1851 році він визнав, що сам знайшов зуби, хоча раніше, у 1827 та 1833 роках, він заявляв, що місис Мантелл дійсно знайшла перший із зубів, пізніше названий ігуанодоном. Інші пізніші автори погоджуються, що ця історія не є безумовно неправдивою. Із записників Мантелла відомо, що він вперше видобув великі кістки саме з кар'єру в Уайтменс-Грін у 1820 році.
На початок 1820-х ще жоден динозавр не був офіційного описаний. Спершу Мантелл інтерпретував ці кістки, які намагався з'єднати у частковий скелет, як кістки гігантського крокодила. У 1821 році Мантелл згадав про опубліковану раніше знахідку зубів травоїдних викопних тварин і почав розглядати можливість того, що в пластах Уайтменс-Грін була присутня велика травоїдна рептилія. Однак у своїй публікації 1822 року «Скам'янілості Південного Даунса» він ще не наважився припустити зв'язок між зубами й дуже неповним скелетом, припускаючи, що його знахідки були від двох великих істот, одна м'ясоїдна («тварина з племені ящірів величезних розмірів»), а інша — травоїдна.
У травні 1822 року він вперше представив винайдені зуби Лондонському королівському товариству, але його члени, серед яких був Вільям Бакленд, відкинули їх як риб'ячі зуби або різці носорога з третинного періоду. 23 червня 1823 року Чарльз Лаєлл показав деякі з них Жоржу Кюв'є під час вечірки в Парижі, але знаменитий французький натураліст одразу ж відкинув їх як сучасні носорогові. Хоча наступного дня Кюв'є відмовився від своїх слів, Лаєлл розповів Мантеллу лише про його відмову, від чого Мантелл почав почуватися дуже невпевнено стосовно свого відкриття.
У 1824 році Бакленд описав мегалозавра і з цієї нагоди був запрошений відвідати колекцію Мантелла. Побачивши кістки 6 березня, він погодився, що вони належали якомусь гігантському «завру», хоча й заперечував, що це була травоїдна тварина. Підбадьорений, Мантелл знову надіслав кілька зубів Кюв'є, який 22 червня 1824 року відповів, що визначив, що вони належать рептилії та, цілком можливо, гігантській травоїдній тварині. У новому виданні своєї праці «Recherches sur les Ossemens Fossiles» Кюв'є визнав свою попередню помилку, після чого Мантелла і його нового «завра» нарешті визнали у наукових колах.

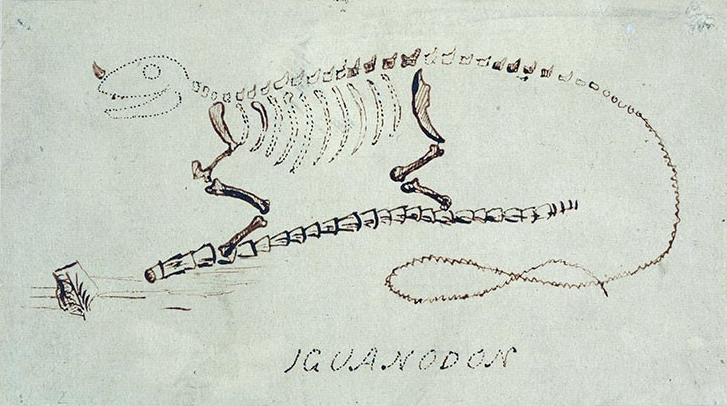
Реконструкція «ігуанодона» Мантелла на основі решток мантелодона з Мейдстоуна

Мантелл спробував закріпити свою теорію, та спробував винайти паралелі із сучасними рептиліями, що збереглися до наших днів. У вересні 1824 року він відвідав Королівський коледж хірургів у Лондоні, проте спершу подібних зубів знайти не зміг. Однак помічник куратора Семюел Статчбері відзначив, що вони нагадують зуби ігуани, яку він нещодавно препарував, хоча й у двадцять разів довші. З огляду на схожість їхніх зубів, Мантелл вирішив назвати свою нову тварину «ігуанодон» або «ігуанозуб», від ігуани та грецького слова «ὀδών» («одон», «одонтос» — «зуб»). Початкова ідея назви була «ігуанозавр» («iguana-saurus», «ящір-ігуана»), але його друг Вільям Деніел Конібер зауважив, що ця назва більше підходить для самої ігуани, тож кращою назвою буде «ігуаноідес» («iguanoides», «схожий на ігуану») або «ігуанодон». Він забув додати видову назву, щоб сформувати правильний біномен, але її додав Фрідріх Голл у 1829 році — I. anglicum. Пізніше вона була змінена на I. anglicum.
На основі ізометричного масштабування Мантелл підрахував, що його істота могла б бути до 18 метрів завдовжки, більше 12-метрового мегалозавра. Він надіслав листа з детальним описом свого відкриття до місцевого Філософського товариства Портсмута в грудні 1824 року, через кілька тижнів після того, як визначився з назвою для викопної істоти. Лист був зачитаним членам Товариства на засіданні 17 грудня, а наступного понеділка, 20 грудня, в газеті «Гемпшир Телеграф» було опубліковано повідомлення про назву нового роду, написану з помилкою як «ігуанадон». Нарешті Мантелл офіційно опублікував свою знахідку 10 лютого 1825 року, коли представив доповідь про скам'янілості Лондонському королівському товариству.

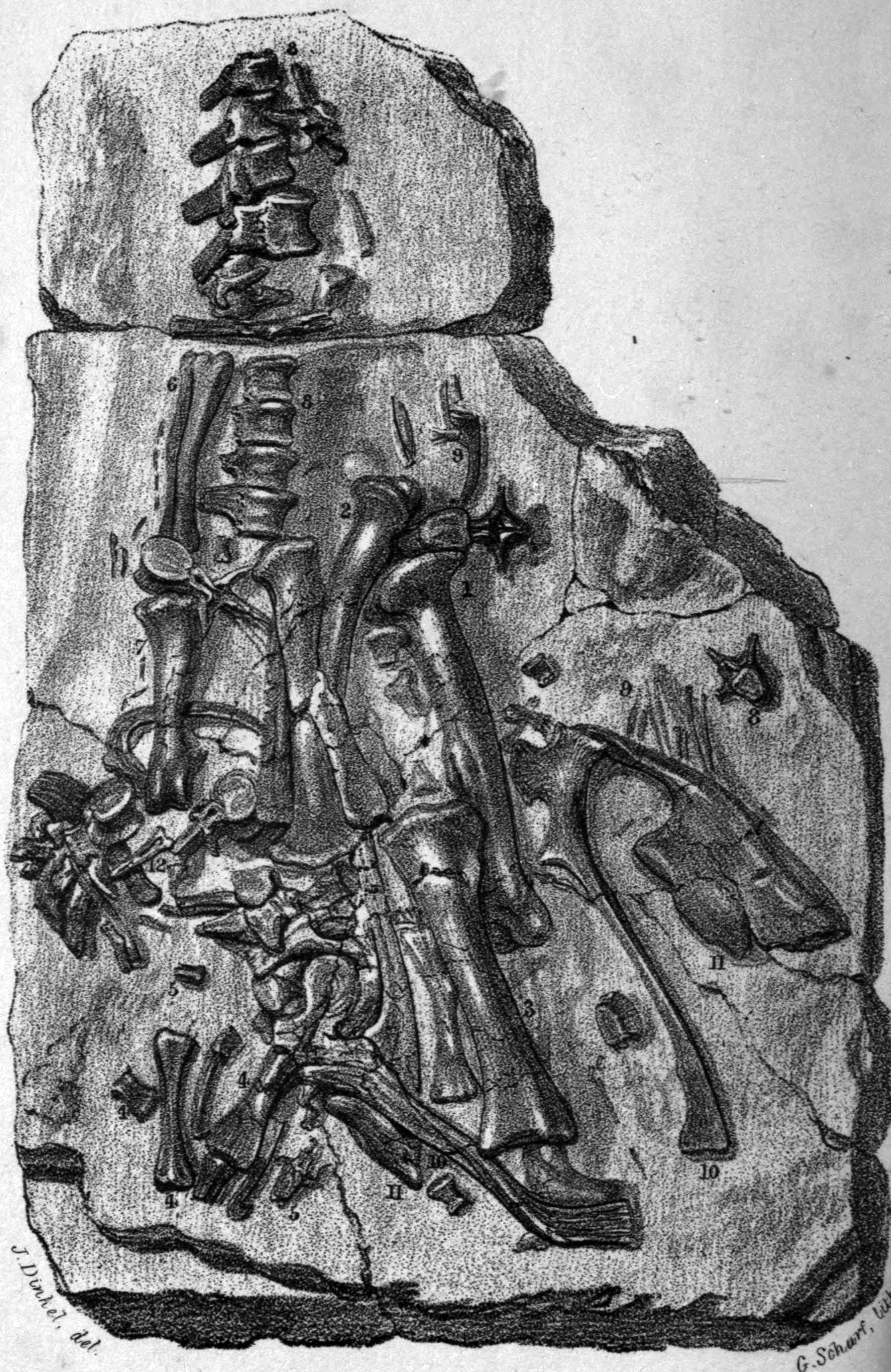
Скелет ігуанодона з Мейдстоуна

Повніший зразок подібної тварини був знайдений в кар'єрі в 1834, в Мейдстоуні, графство Кент (формація Нижнього Грінсанду), який Мантелл незабаром придбав. Він ідентифікував його як ще одного ігуанодона на основі характерних зубів. Мейдстоунський зразок був використаний в перших реконструкціях скелета та художніх зображеннях ігуанодона, але через його неповність Мантелл припустився кількох помилок, найвідомішою з яких було розміщення того, що він вважав рогом на носі звіра. Відкриття набагато кращих зразків у наступні роки засвідчило, що ріг насправді був видозміненим великим пальцем. Мейдстоунський зразок, з офіційним маркуванням NHMUK 3741, згодом був виключений з роду ігуанодона. Він класифікується як cf. Mantellisaurus за Макдональдом (2012); як cf. Mantellisaurus atherfieldensis за Норманом (2012); і як голотип окремого виду Mantellodon carpenteri за Полом (2012) і загалом його вважають зразком роду мантелізавра. На сьогодні мейдстоунський скелет, досі замурований у скелі, виставлений у Музеї природничої історії в Лондоні. Боро Мейдстоуну вшанувало цю знахідку, додавши ігуанодона до свого герба у 1949 році.
У 1830-х між Мантеллом і Річардом Оуеном, амбітним вченим з набагато кращим фінансуванням і зв'язками в суспільстві, почала наростати напруженість у бурхливому світі британської політики й науки часів Виборчої реформи. Оуен, переконаний креаціоніст, виступав проти ранніх версій еволюційної науки («трансмутаціонізму»), які тоді обговорювалися, і використовував те, що він незабаром назве динозаврами, як зброю в цьому конфлікті.

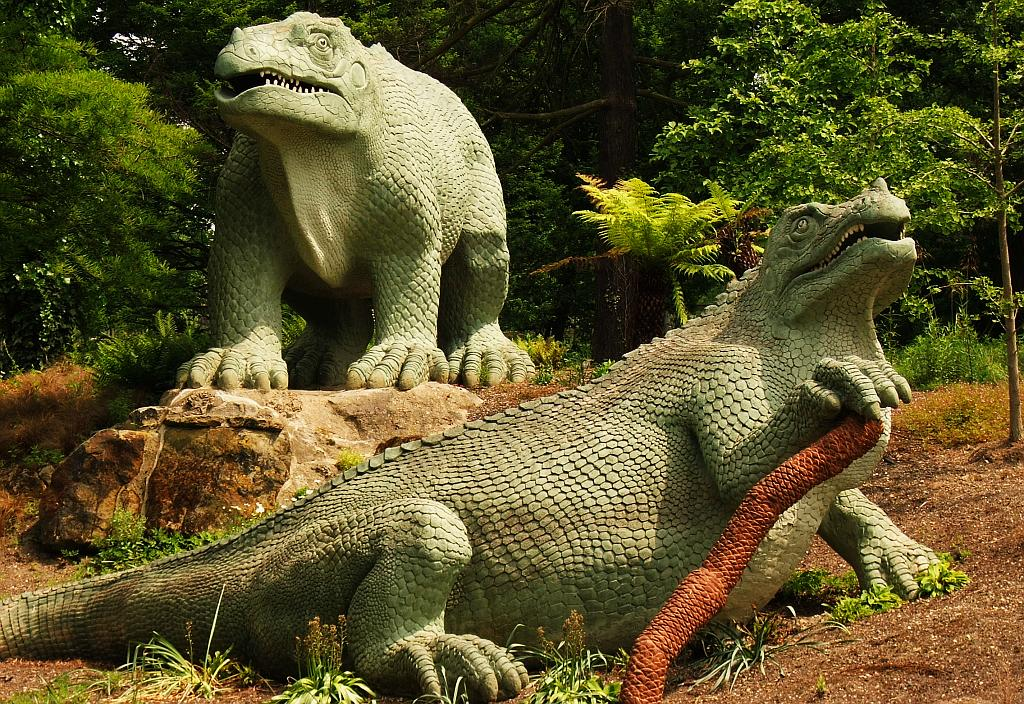
Статуї ігуанодонів у саду Кришталевого палацу в Лондоні, виконані за малюнками Річарда Оуена (1850)

У 1849 році, за кілька років до своєї смерті, Мантелл збагнув, що ігуанодони не були важкими, схожими на товстошкірих ссавців тваринами, як стверджував Оуен, а мали стрункі передні кінцівки. Разом з Бенджаміном Уотерхаусом Хокінсом він створив майже два десятки скульптур різних доісторичних тварин у натуральну величину з бетону, виліплених на сталевому та цегляному каркасі; серед них були два ігуанодони (на основі мейдстоунського зразка), один з яких стояв, а інший лежав на череві. Перед тим, як скульптура стоячого ігуанодонта була завершена, він влаштував всередині неї бенкет на двадцять персон.

### Відкриття шахти Берніссар і нова реконструкція Долло
Найбільша на сьогодні знахідка решток ігуанодона сталася 28 лютого 1878 року у вугільній шахті комуни Берніссар в Бельгії, на глибині 322 м, коли двоє шахтарів, Жуль Кретьє та Альфонс Бланшар, випадково виявили скелет, який вони спочатку прийняли за скам'янілу деревину. За сприяння Альфонса Бріара, наглядача шахт у сусідньому Морланвельці, Луї де По 15 травня 1878 року розпочав розкопки скелетів, а в 1882 році Луї Долло реконструював їх. Було виявлено щонайменше 38 особин ігуанодона, більшість з яких були дорослими.
У 1882 році голотипний зразок I. bernissartensis став одним з перших в історії скелетів динозаврів, виставлених для експонування для публіки. Він був зібраний в каплиці палацу Карла Лотаринзького за допомогою серії регульованих мотузок, прикріплених до риштувань, щоб під час монтажу можна було досягти реалістичної пози. Цей екземпляр, разом з кількома іншими, вперше відкрили для публічного відвідування у внутрішньому дворику палацу в липні 1883 року. У 1891 році їх перевезли до Королівського музею природознавства у Брюсселі, де вони й досі експонуються. Дев'ять з них виставлені у вигляді стендів, а ще дев'ятнадцять — у підвалі музею. Копія одного з них виставлена в Музеї природознавства Оксфордського університету та в Седжвікському музеї в Кембриджі.
Більшість решток було віднесено до нового виду, I. bernissartensis, більшої та набагато кремезнішої тварини, ніж та, що була виявлена в Англії. Скелети були одними з перших відомих повних скелетів динозаврів. Разом зі скелетами динозаврів були знайдені рештки рослин, риб та інших рептилій, в тому числі крокодилоподібного Bernissartia.

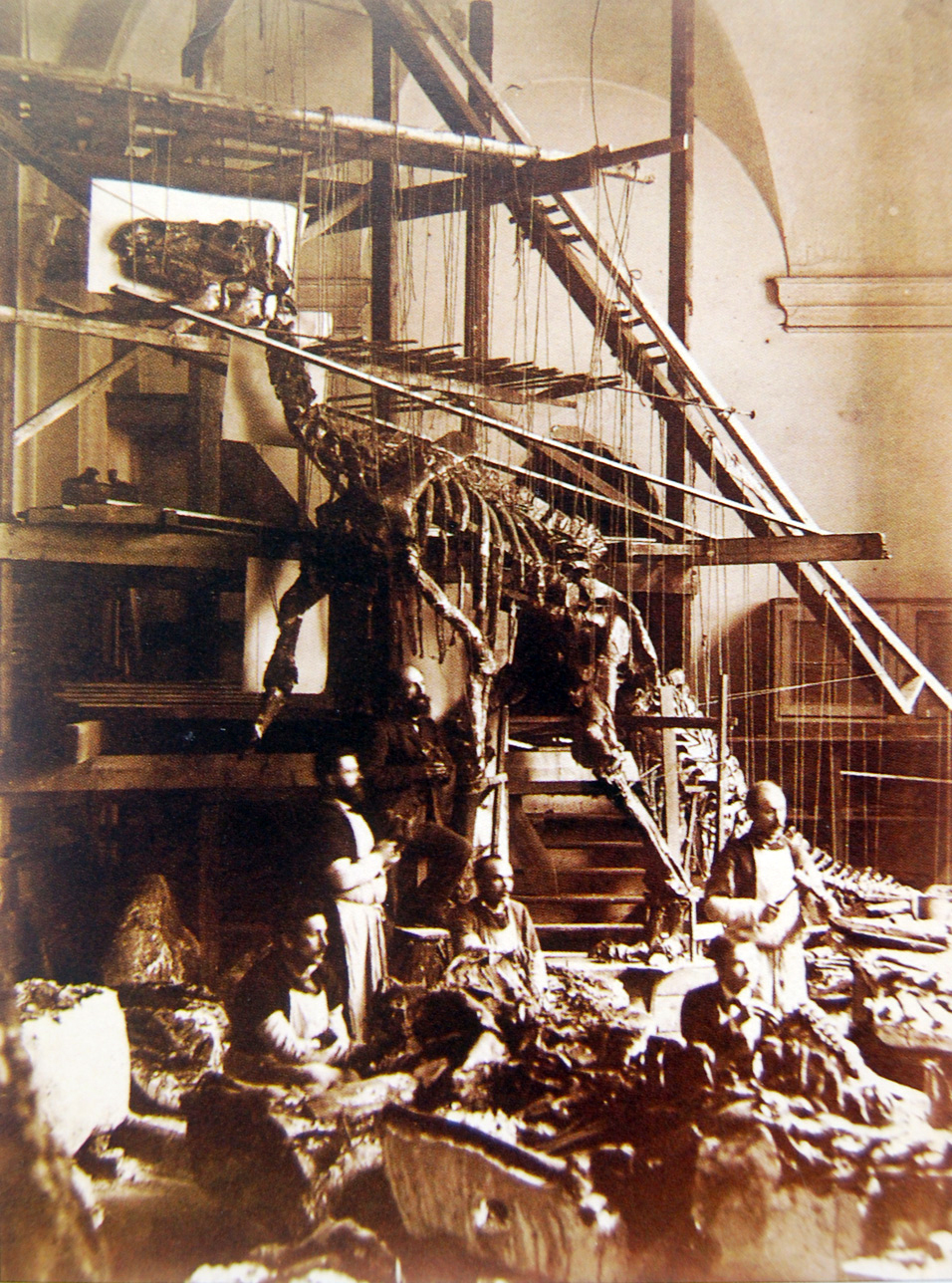
Фотографія скелета ігуанодона Берніссарта, який монтують у застарілій кенгуру-подібній позі

Наука про збереження викопних решток перебувала в зародковому стані, і доводилося імпровізувати нові методи для боротьби з тим, що незабаром стало відомим як «піритна хвороба». Кристалічний пірит у кістках окислювався до сульфату заліза, що супроводжувалося збільшенням об'єму, через що рештки розтріскувалися і розсипалися. Перебуваючи в землі, кістки були ізольовані безкисневою середою вологої глини, яка перешкоджала цьому, але коли їх витягали у більш сухе відкрите повітря, починалося природне хімічне перетворення. Щоб обмежити цей ефект, де По тут же, в шахті-галереї, засипав викопані скам'янілості мокрою глиною, скріпивши їх папером і гіпсом, армованим залізними кільцями, сформувавши в цілому близько шестисот транспортабельних блоків загальною вагою в сто тридцять тонн. У Брюсселі після зняття гіпсу він залив кістки киплячим желатином, змішаним з гвоздичною олією, як консервантом. Видаливши більшу частину видимого піриту, він зміцнив скам'янілості за допомогою міздряного клею, завершивши операцію шаром станіолі. Пошкодження ліквідували за допомогою пап'є-маше.
Така обробка призвела до непередбачуваного ефекту ущільнення вологи та продовження періоду пошкодження. З грудня 1935 по серпень 1936 року співробітники музею в Брюсселі розв'язували проблему за допомогою комбінації спирту, миш'яку та 390 кілограмів шелаку. Ця комбінація мала на меті одночасно проникнути в скам'янілості (за допомогою спирту), запобігти розвитку плісняви (за допомогою миш'яку) та закріпити їх (за допомогою шелаку). Скам'янілості пройшли третій етап консервації у 2003—2007 рр., коли з них було знято шелак, міздряний клей та желатин, після чого вони були просочені полівінілацетатним, ціаноакрилатним та епоксидним клеями. Сучасні методи розв'язання цієї проблеми зазвичай передбачають або моніторинг вологості в місцях зберігання скам'янілостей, або, для свіжих зразків, підготовку спеціального покриття з поліетиленгліколю, який потім нагрівається у вакуумній помпі, завдяки чому волога негайно випаровується, а у порові простори просочується поліетиленгліколь для герметизації та зміцнення скам'янілості.
Зразки Долло дозволили йому остаточно спростувати інтерпретацію «товстошкірих ссавців» Річарда Оуена. Натомість він змоделював скелетні кріплення за зразком сучасних казуара та валабі, а шип, що був на носі, перемістив на великі пальці тварини. Його реконструкція тривалий час займала чільне місце, але згодом була відкинута.
Розкопки в кар'єрі були припинені в 1881 році, хоча він не був вичерпаний скам'янілостями, як показали нещодавні бурові роботи. Під час Першої світової війни, коли місто було окуповане німецькими військами, почалася підготовка до відкриття шахти для палеонтологічних досліджень, і Отто Якель був направлений з Берліна для нагляду за цим процесом. Однак, щойно було розкопано перший шар скам'янілостей, як німецька армія капітулювала і змушена була відступити. Подальші спроби відновити роботу шахти наштовхнулися на фінансові проблеми й були припинені в 1921 році, коли шахту затопило.

### Рубіж століть і ренесанс динозаврів

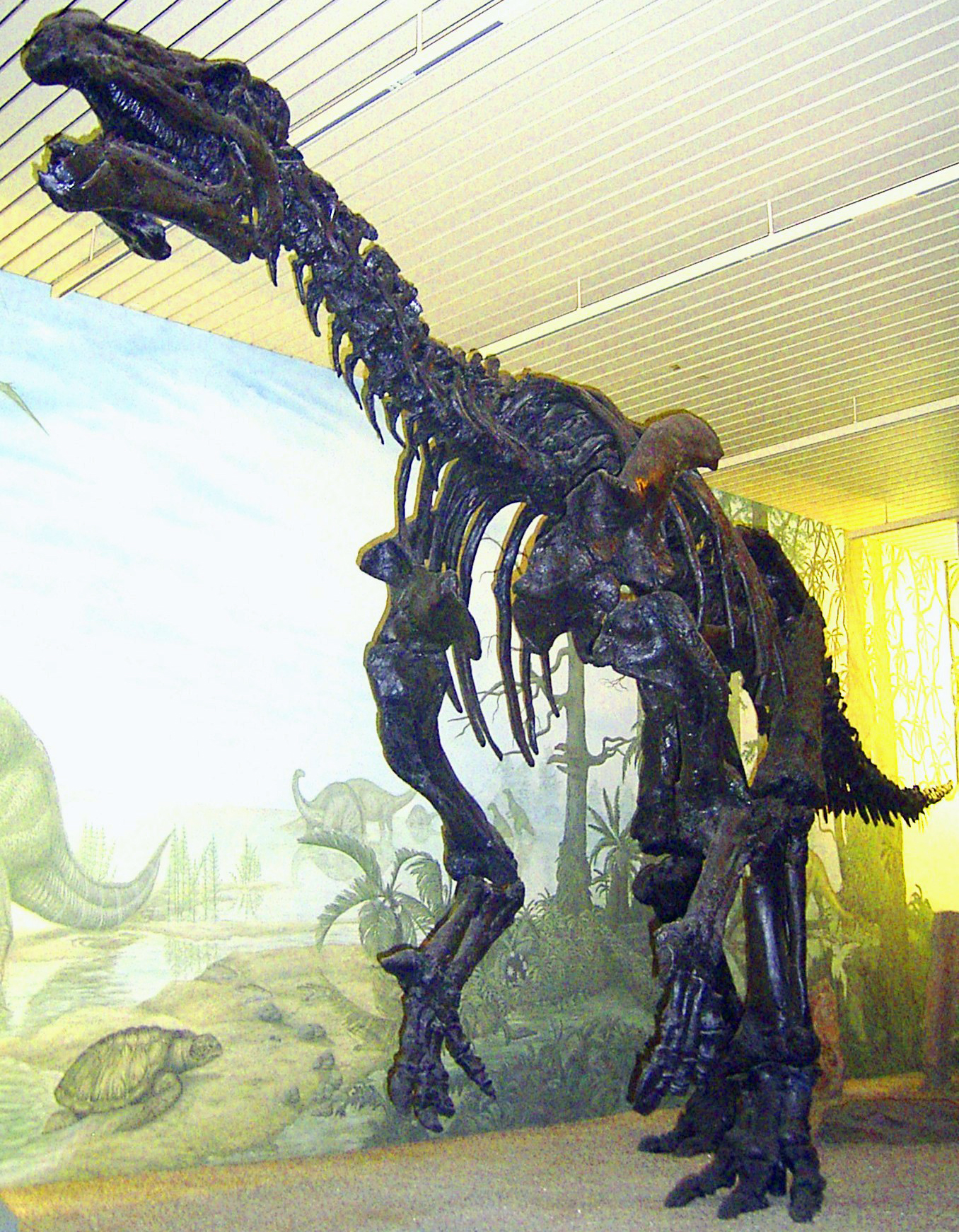
Скелет I. bernissartensis у сучасній двоногій позі, Музей Уберзее, Бремен

Дослідження ігуанодона скоротились на початку 20 століття, коли світові війни та Велика депресія охопили Європу. Новий вид, який стане предметом численних досліджень і таксономічних суперечок, I. atherfieldensis, був названий у 1925 році Р. В. Хулі на основі зразка, зібраного в Атерфілд-Пойнт на острові Вайт.
Ігуанодон не був частиною початкової роботи з відродження динозаврів, яка почалася з опису дейноніха в 1969 році, але він не залишився занедбаним надовго. Робота Девіда Б. Вейзхемпела про механізми харчування орнітоподів дозволила краще зрозуміти, як вони харчувалися, а робота Девіда Б. Нормана про численні аспекти роду зробила його одним з найвідоміших динозаврів.
Крім того, ще одна знахідка численних розчленованих кісток ігуанодона у Недені, північний Рейн-Вестфалія, Німеччина, надала докази стадності цього роду, оскільки тварини, знайдені в цьому обмеженому ареалі, схоже, всі загинули одночасно під час повеней. Там було знайдено щонайменше 15 особин довжиною від 2 до 8 метрів, більшість з яких належала до спорідненого роду Mantellisaurus (описаного як I. atherfieldensis — як на той час вважалося, іншого виду ігуанодона), але деякі належать до I. bernissartensis.
Одним з головних змін, які внесла епоха відродження динозаврів в уявлення про ігуанодона, було б чергове переосмислення того, як реконструювати цю тварину. Основним недоліком реконструкції Долло був вигин, який він вніс у хвіст. Ця частина тіла була більш-менш прямою, про що свідчать скелети, які він розкопував, і наявність окостенілих сухожиль. Насправді щоб зігнути хвіст ігуанодона до стійки кенгуру чи валабі, його довелося б зламати. З правильним, прямим хвостом і спиною, тварина ходила б, тримаючи тіло горизонтально до землі, й підтримувала себе руками, в разі потреби.

### Дослідження 21 століття і розділення роду

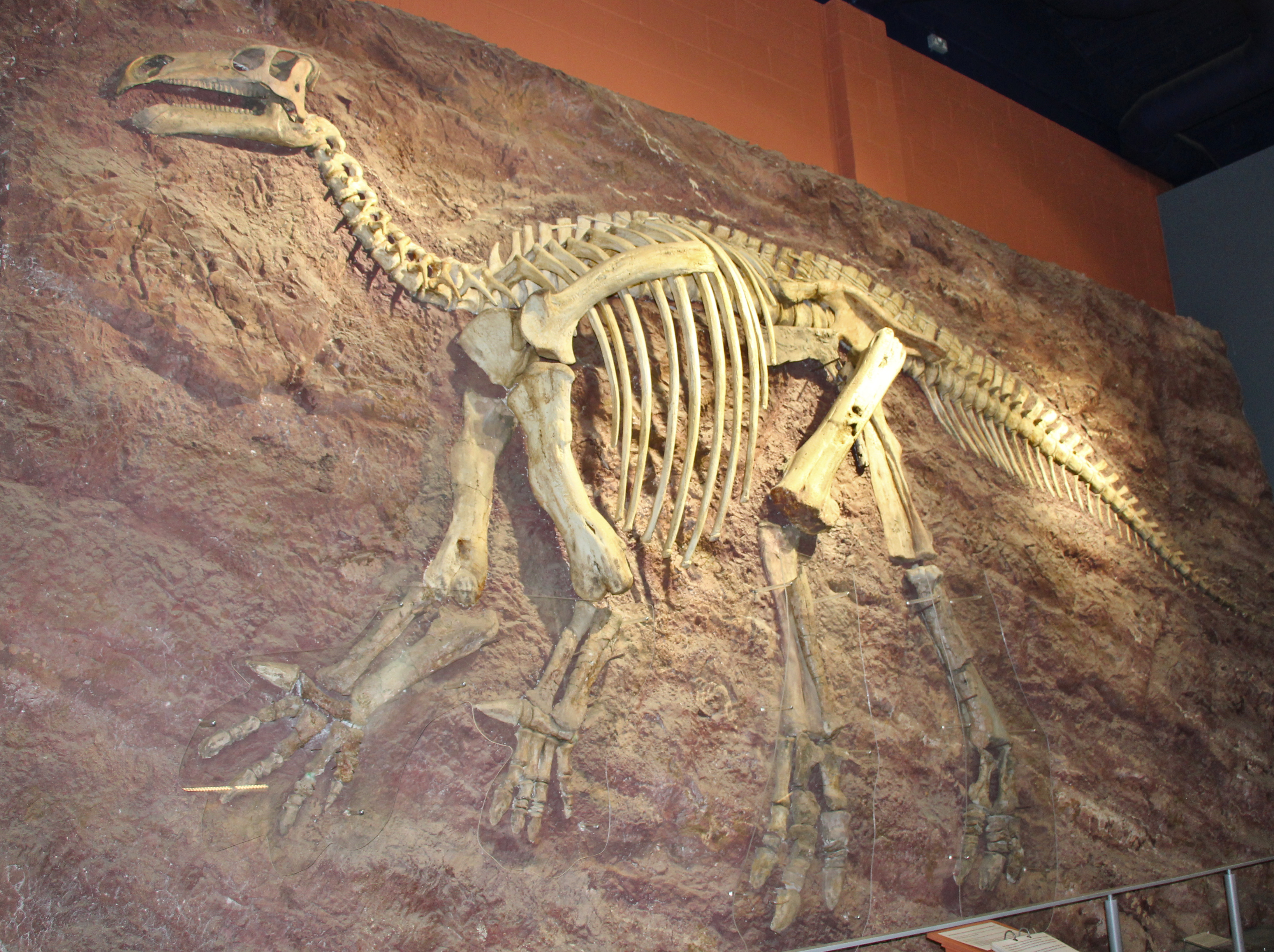
I. bernissartensis з острова Уайт, Музей острова динозаврів

У 21 столітті матеріал ігуанодона використовували для пошуку біомолекул динозаврів. У дослідженні Грема Ембері та ін. кістки ігуанодона були оброблені для пошуку залишків білків. У цьому дослідженні залишки типових кісткових білків, таких як фосфопротеїни та протеоглікани, були знайдені в одному з ребер.
У 2007 році Грегорі С. Пол виділив I. atherfieldensis в новий, окремий рід Mantellisaurus, який став загальноприйнятим.
У 2009 році фрагментарний матеріал ігуанодонта був описаний з відкладів верхнього барему паризького басейну в Осері, Бургундія. Хоча цей зразок не можна точно ідентифікувати на рівні роду/виду, він має «очевидну морфологічну та розмірну спорідненість» з I. bernissartensis.
У 2010 році Девід Норман розділив валанжинські види I. dawsoni та I. fittoni на Barilium та Hypselospinus відповідно. Після цієї знахідки понад пів дюжини нових родів було названо на основі англійського матеріалу про ігуанодонів. Карпентер та Ішида у 2010 році описали Proplanicoxa, Torilion та Sellacoxa, Грегорі С. Пол у 2012 році — Darwinsaurus, Huxleysaurus та Mantellodon, а Макдональд та ін. у 2012 році — Kukufeldia. На сьогодні види, названі після Нормана, 2010, не вважаються валідними й вважаються різними молодшими синонімами Mantellisaurus, Barilium та Hypselospinus.
У 2011 році новий рід Delapparentia був названий на основі екземпляра в Іспанії, який спочатку вважався представником I. bernissartensis. Згодом попередня ідентифікація була підтверджена і зразок був віднесений до I. bernissartensis.
У 2015 році новий вид ігуанодона, I. galvensis, був названий на основі матеріалу, що включає 13 молодих особин, знайдених у формації Камарільяс поблизу Гальве, Іспанія. У 2017 році було проведено нове дослідження I. galvensis, яке підтвердило відмінність цього виду від I. bernissartensis, включаючи кілька нових автоапоморф. Також було виявлено, що голотип Delapparentia (який також походить з формації Камарільяс) не відрізняється ні від I. bernissartensis, ні від I. galvensis.

## Палеобіологія

### Харчування

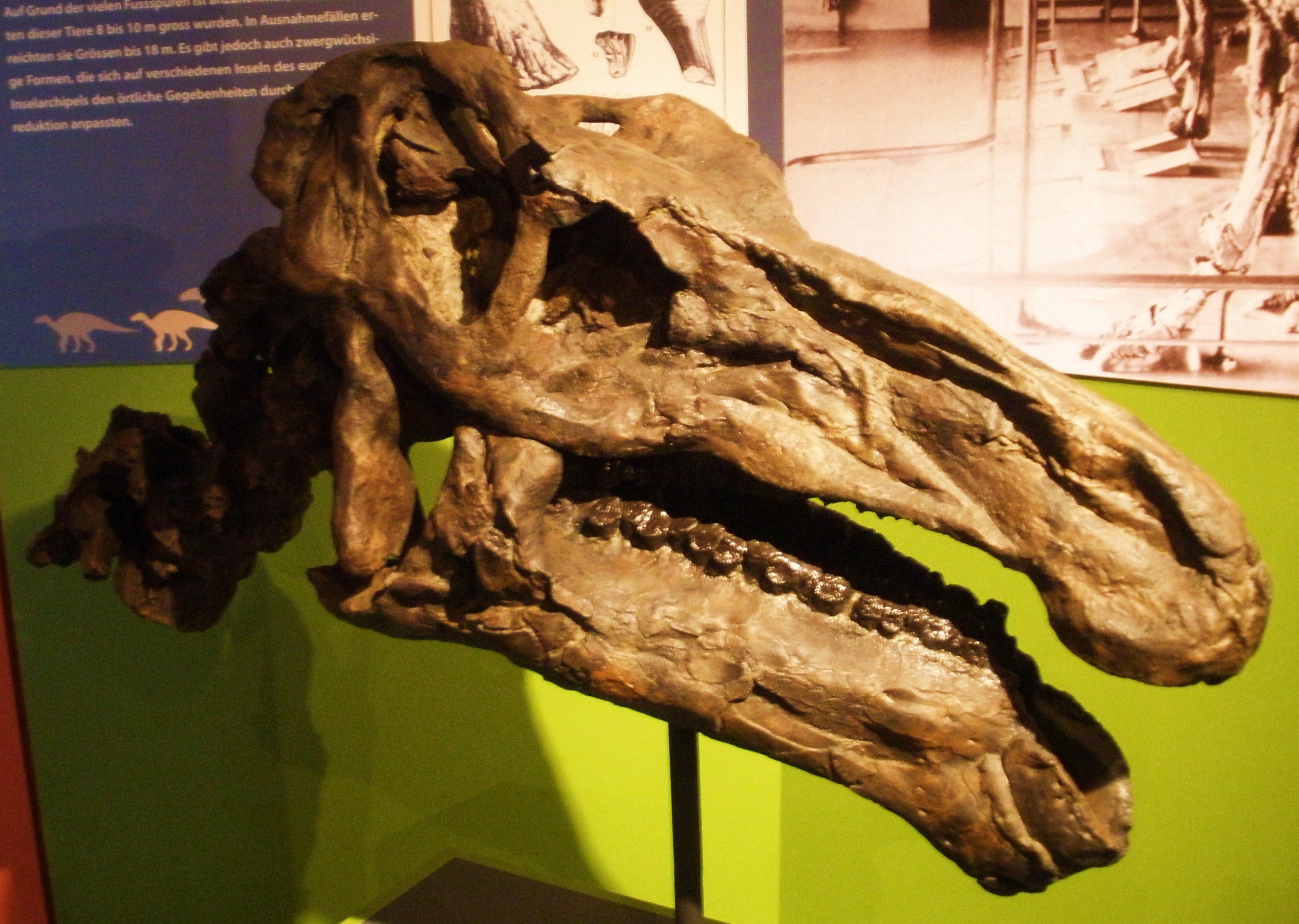
Голова та шия I. bernissartensis

Однією з перших відомостей про ігуанодона було те, що він мав зуби травоїдної рептилії, хоча консенсус щодо того, як він харчувався, існував не завжди. Як зазначав сам Мантелл, рештки, з якими він працював, не були схожі на жодну сучасну рептилію, особливо беззубим, совкоподібним симфізом нижньої щелепи, який він вважав найбільш схожим на симфіз двопалих лінивців або викопного лінивця мілодона. Він також припустив, що ігуанодон мав хапальний язик, який міг використовуватися для добування їжі, подібно жирафі. Вивчення більш повних решток показало, що ця ідея була помилковою. Під'язикові кістки, які підтримували язик, були сильно розвинені, що свідчить про м'язистий, не-чіпкий язик, що використовувався для переміщення їжі в роті.
На відміну від гадрозаврів, які мали цілі батареї зубів, які змінювали один одного при стиранні, у нього в кожний момент часу був лише один «запасний» зуб. На нижній щелепі зубів було менше (25 до 29 на верхній), проте вони були ширшими. Будова щелеп дозволяла їм рухатися уздовж один відносно одного та перетирати їжу. Оскільки зуби розташовувалися на внутрішній частині щелепи, а також за деякими іншими анатомічними ознаками, ігуанодон мав щоки, які дозволяли утримувати їжу всередині ротової порожнини при її пережовуванні. Припускають, що для полегшення травлення ігуанодон ковтав камінці-гастроліти, які перетирали їжу в шлунку.

### Пересування
1980 року Девід Норман показав що ігуанодон не міг спиратися на свій хвіст, як це роблять кенгуру, з причини своєї великої ваги й відносної крихкості хвоста. Водночас будова трьох центральних пальців на передніх кінцівках вказує, що динозавр часто спирався на них. Є ознаки того що з віком ігуанодон дедалі більше часу проводив на чотирьох ногах: передні кінцівки молодих особин I. bernissartensis становили 60 % від довжини задніх, тоді як у дорослих цей показник зростав до 70 %.
Максимальної швидкості динозавр досягав, пересуваючись на двох ногах. За оцінкою науковців, вона могла становити 24 км/год. Здібності до чвалу в ігуанодона не було.

## Деталі анатомії ігуанодона

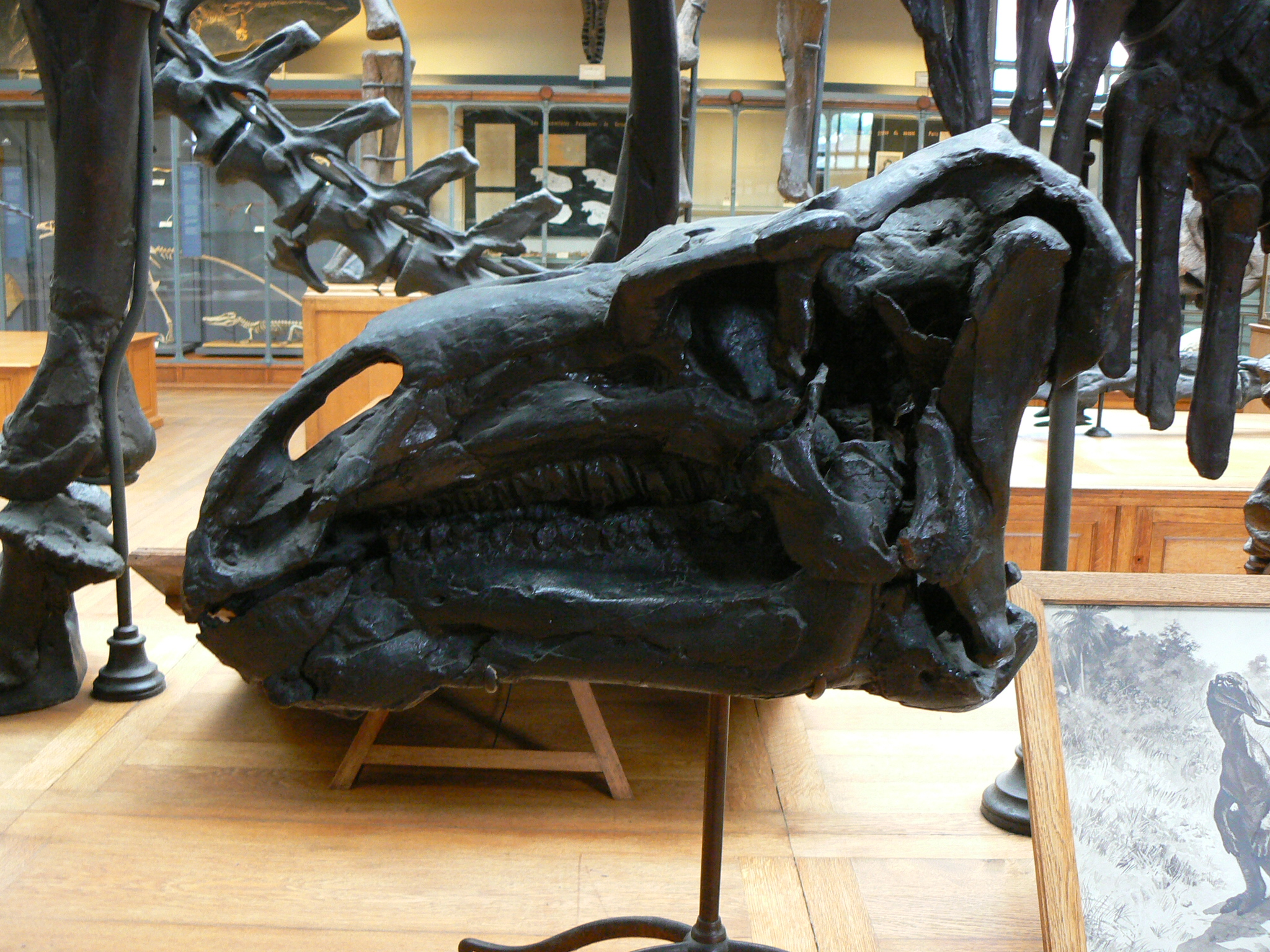
Череп берніссартського ігуанодона
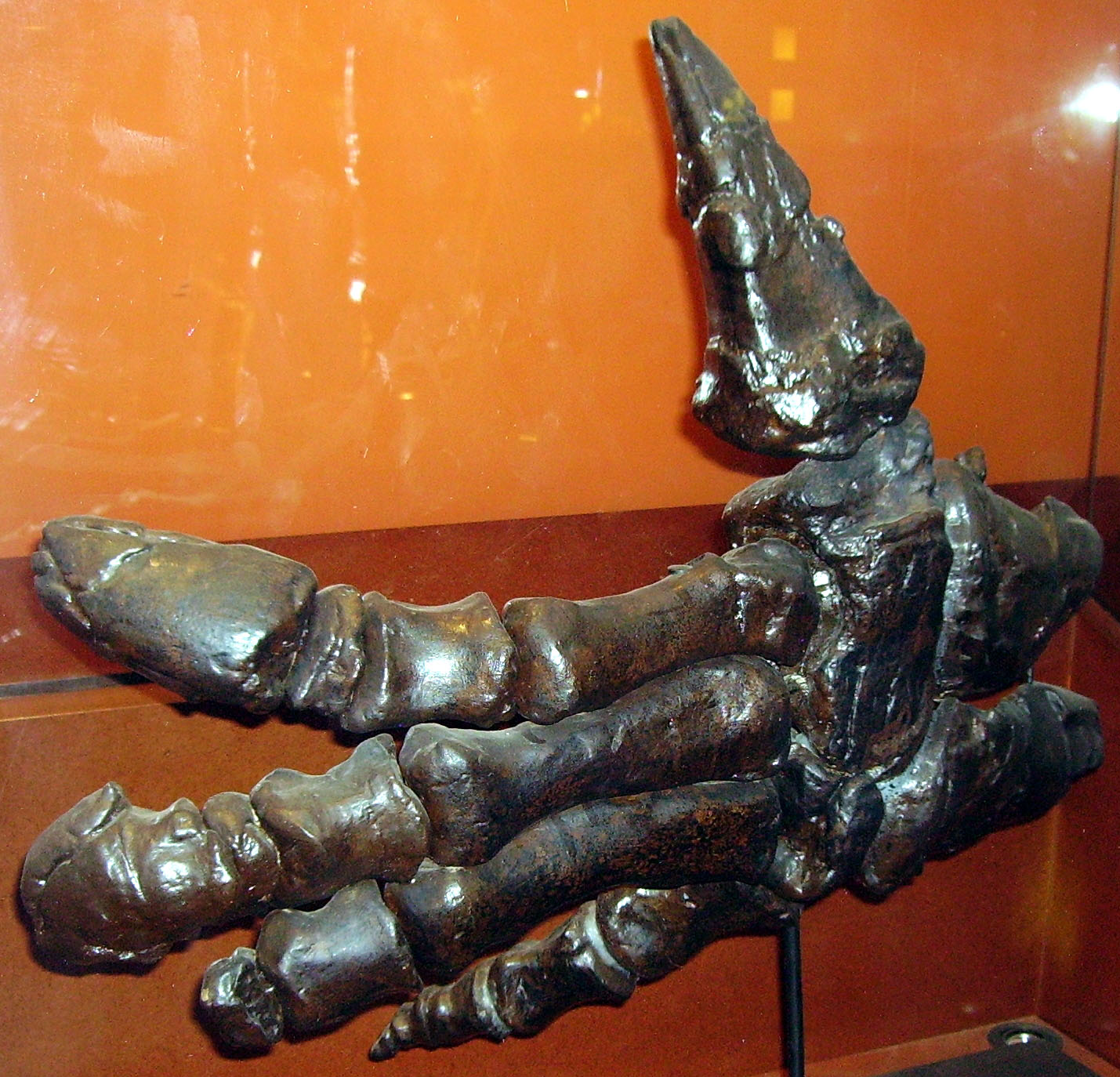
Права верхня кінцівка ігуанодона
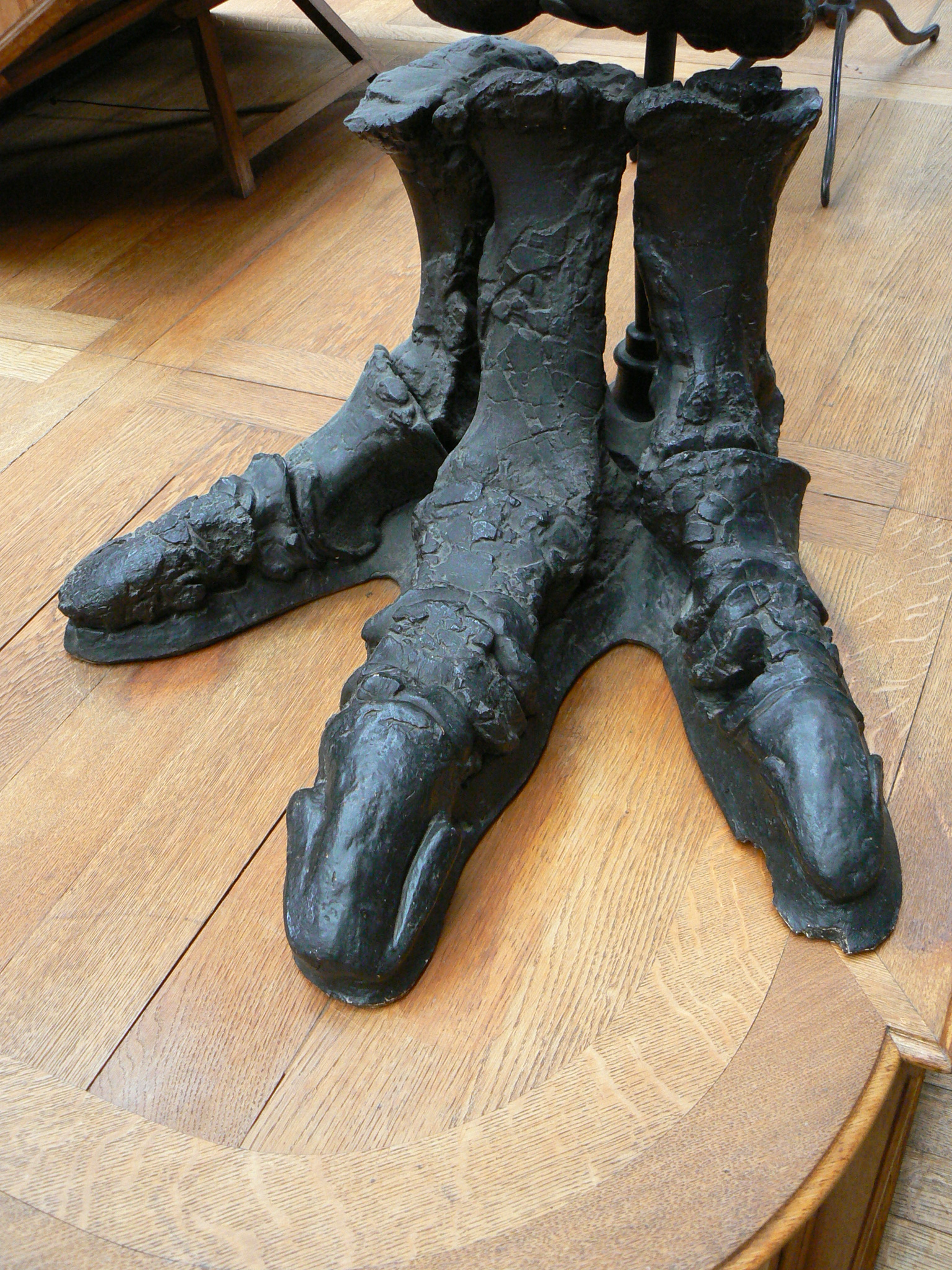
Ліва нижня кінцівка
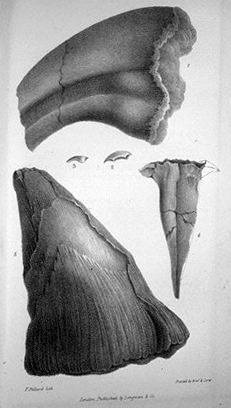
Пальцевий шип

## Еволюція уявлень про ігуанодона

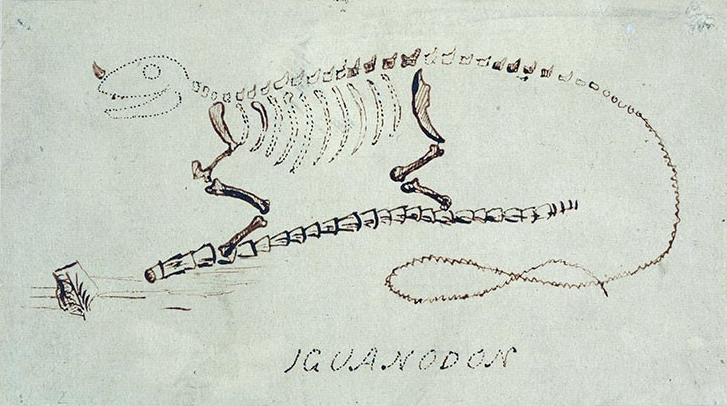
Реконструкція Г. Мантелла — перша в історії спроба реконструкції динозавра
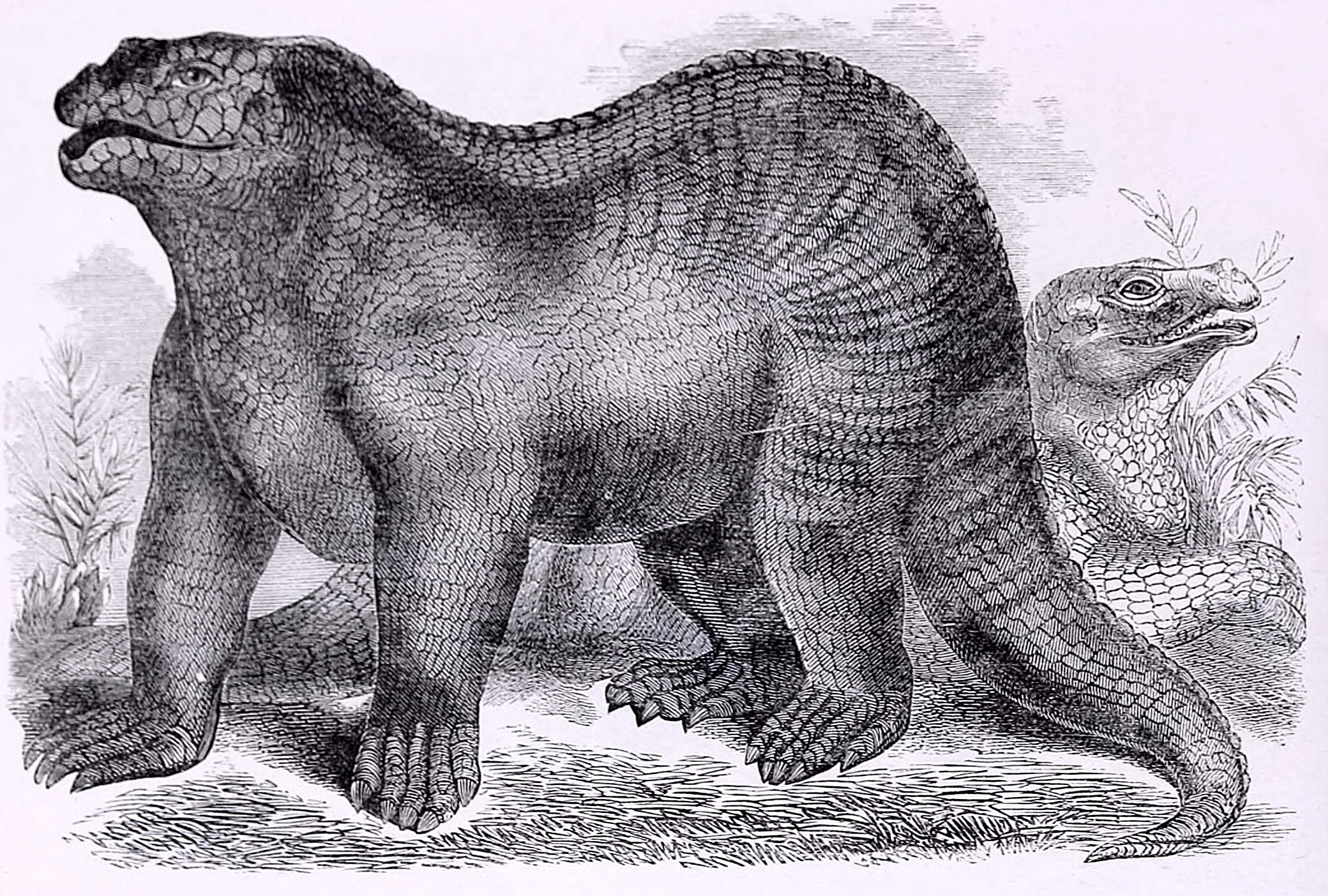
Малюнок 1859 року
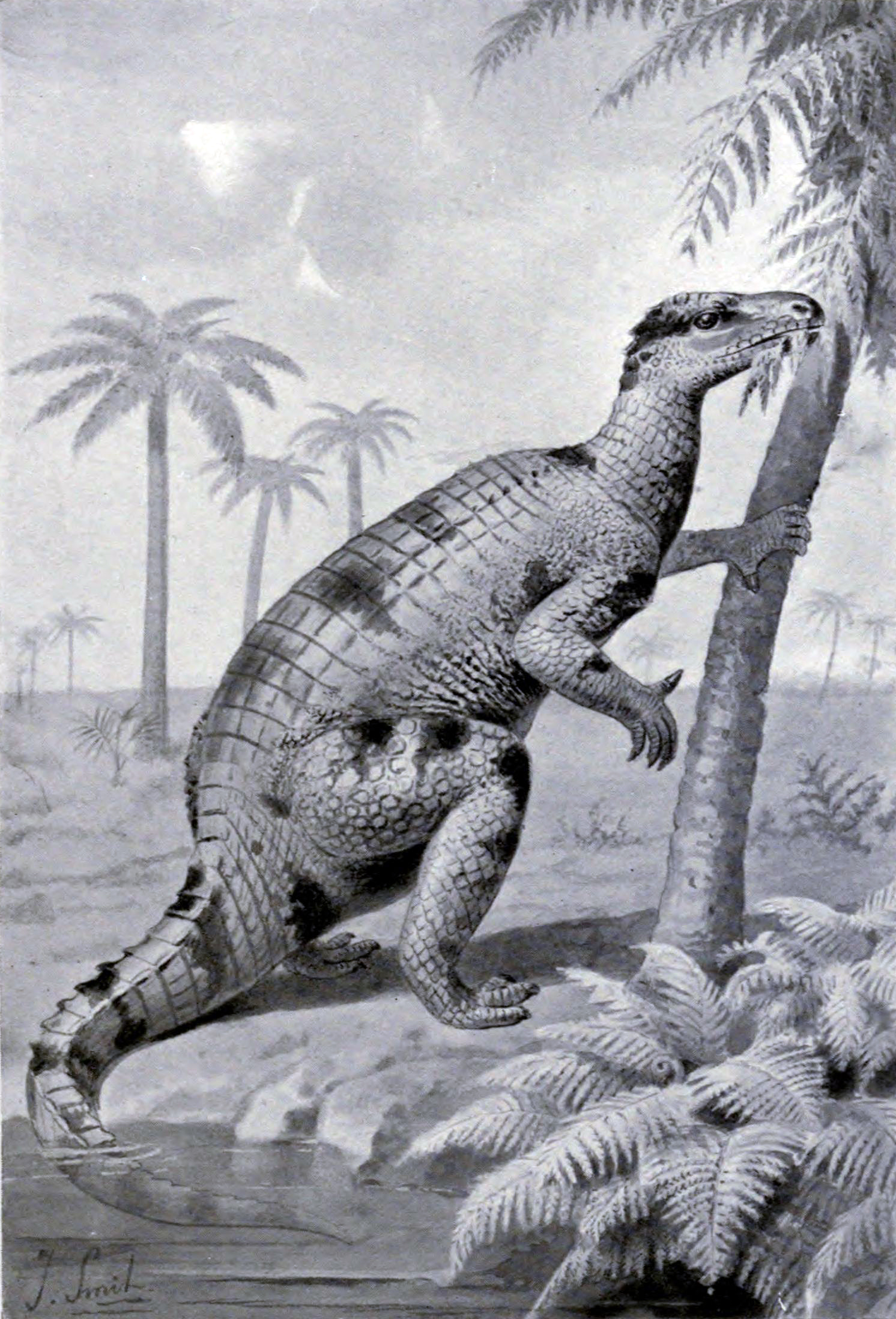
Реконструкція на межі XIX—XX століть
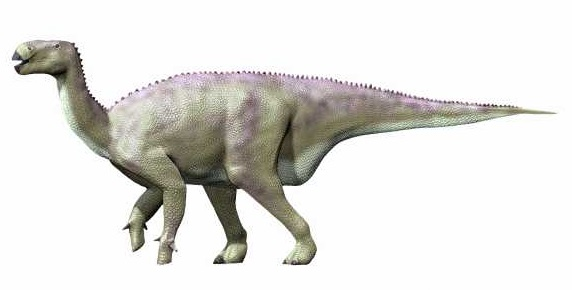
Сучасна реконструкція